# Scipione Pulzone

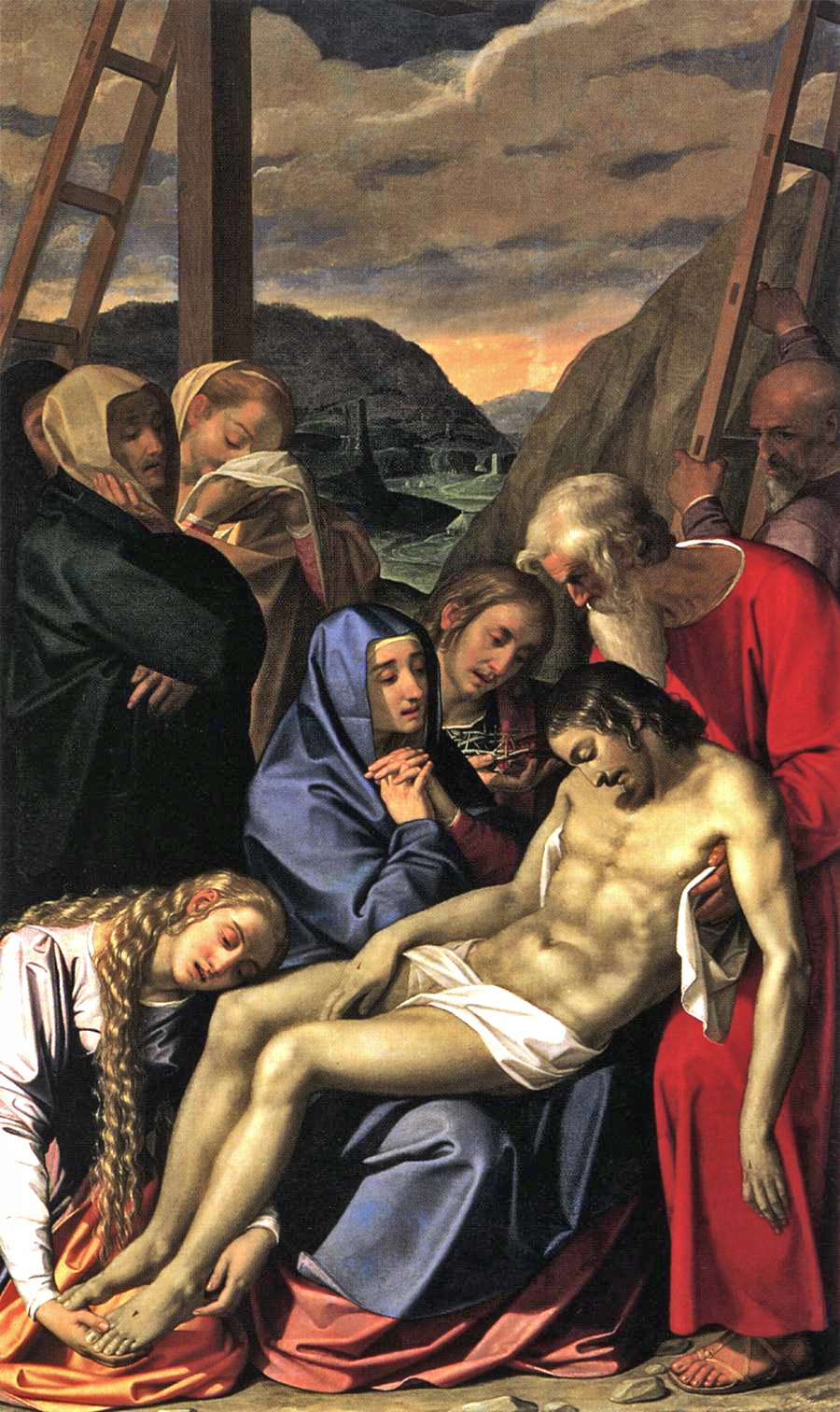
Pietà, Metropolitan Museum of Art, Nova York).

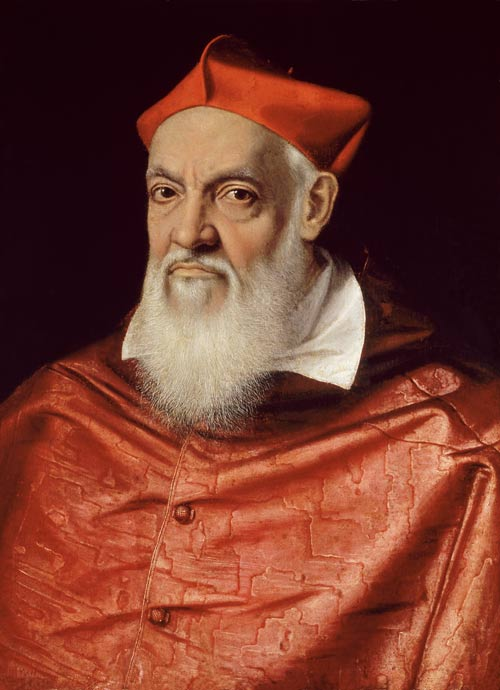
Retrat del Cardenal Giovanni Ricci, Fogg Art Museum.

Scipione Pulzone anomenat Il Gaetano (Gaeta o Scipione Gaetano, 1544 - Roma, 1 de febrer de 1598), va ser un pintor manierista italià.

## Biografia
Va començar com a alumne del ja ancià Jacopino del Conte, encara que aviat va preferir prendre com a referència del seu art a personalitats com Girolamo Muziano o Siciolante. El seu gust pels efectes descriptius li va portar a estudiar els models flamencs –sembla que va conèixer l'obra d'Antonio Moro– i venecians, dels que va extreure una rica paleta de colors. Tanmateix, va ser en Rafael a on va trobar el que cercava: contorns definits i claror esquemàtica. Pulzone va arribar també un pas més enllà. El seu art recorda sobretot el Rafael més juvent, qui ens remet a l'estil d'un Perugino o un Domenico Ghirlandaio. És per això que el seu art té una bona part de revisionista, perquè les seves fonts no es troben en els seus immediats predecessors, sinó als grans mestres de l'últim Quattrocento.
El 1584 Pulzone va viatjar a Nàpols i Florència. En aquesta última ciutat va entrar en contacte amb artistes locals de sensibilitat similar a la seva i, per extensió, amb l'obra d'Andrea del Sarto, de la que els mencionats pintors bevien directament. La seva Assumpció de la Verge, a Sant Silvestro al Quirinale (1585) reflecteix bé la mencionada influència.
A partir de 1588, Scipione col·labora en la decoració de l'església romana del Gesú, sota la direcció de Giuseppe Valeriano. Sembla que el dogmatisme d'aquest últim no li va escaure bé a l'obra de Pulzone que, encara que va saber atenir-se humilment als preceptes rígidament antimanieristes impostos per Valeriano, a partir d'ara, farà al seu art presa de convencionalismes en gran part buits. Les seves obres es faran esquemàtiques i reduccionistes, condensant l'emoció en unes poques figures i fugint de qualsevol sofisticació.

## Valoració artística
Pulzone és l'arquetip de l'art contramanierista, expressió artística de la doctrina de la contrareforma. Va ser primordialment un retratista molt dotat. Les seves obres se cenyeixen de manera submisa als dictats de l'Església Romana: intenta transmetre emocions senzilles, a l'abast del més simple dels espectadors, amb una intenció didàctica i de vegades, amb un aire quasi artesanal, que preval l'art com a vehicle per transmetre una idea, en aquest cas de tipus religiós, abans que cercar la bellesa, el lluïment de l'artista o l'assumpció de reptes artístics.
Encara que va gaudir de moments de gran lucidesa artística –Crucifixió, a la Chiesa Nuova; o Pietà–, la seva obra representa una forma d'entendre l'art, que aviat va cedir el testimoni a artistes més innovadors, que van ser la punta de llança d'un nou estil. Al cap d'ells estava Annibale Carracci.

## Obres destacades
- Retrat del Cardenal Ricci (1569, Fogg Art Museum, Cambridge)
- Retrat de Jacopo Buoncompagni (1574, Metropolitan Museum of Art, Nova York)
- Autoretrat (1574)
- Retrat del Cardenal Santorio (Granvella) (1576, Courtauld Institute, Londres)
- Retrat de dama (1580-89, The Walters Art Museum, Baltimore)
- Immaculada Concepció (1581, Capuccini, Ronciglione)
- Retrat de la família Colonna (1581, Palazzo Colonna, Roma)
- Retrat de Felice Colonna Orsini (Palazzo Colonna, Roma)
- Retrat de Bianca Capello (1584, Kunsthistorisches Museum, Viena)
- Retrat del Cardenal Ferran de Medici (1584, Kunsthistorisches Museum, Viena)
- Retrat d'Isabel de Lorena, duquessa de Baviera Galleria degli Uffizi, Florència)
- Assumpció de la Verge (1585, Sant Silvestro al Quirinale, Roma)
- Retrat del Cardenal Alessandrino (1586, Harvard Art Museum)
- Anunciació (1587, Museu di Capodimonte, Nàpols)
- Sagrada Família (1588-90, Galeria Borghese, Roma)
- Crucifixió (1590, Chiesa Nuova, Roma)
- Retrat del gran duc Ferran I de Medici (1590, Galleria degli Uffizi, Florència)
- Pietà (1591, Metropolitan Museum of Art, Nova York)
- Retrat de dama (1594, Col·lecció particular)
- Santa Clara (Col·legi del Corpus Christi, València)
- Retrat de Marcantoni II Colonna (Palazzo Colonna, Roma)